# James Mosgrove

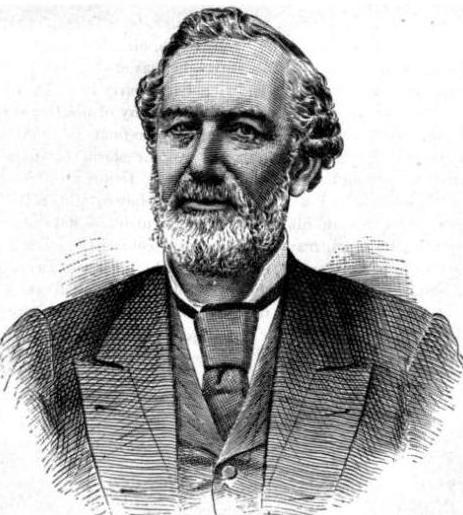
James Mosgrove (zeitgenössische Darstellung, um 1882)

James Mosgrove (* 14. Juni 1821 in Kittanning, Armstrong County, Pennsylvania; † 27. November 1900 ebenda) war ein US-amerikanischer Politiker. Zwischen 1881 und 1883 vertrat er den Bundesstaat Pennsylvania im US-Repräsentantenhaus.

## Werdegang
James Mosgrove besuchte die öffentlichen Schulen seiner Heimat und arbeitete danach in der Eisenindustrie. Zur Politik gelangte er erst in den 1870er Jahren als Mitglied der Greenback Party. Im Jahr 1878 kandidierte er noch erfolglos für den Kongress. Bei den Kongresswahlen des Jahres 1880 wurde er dann aber im 25. Wahlbezirk von Pennsylvania in das US-Repräsentantenhaus in Washington, D.C. gewählt, wo er am 4. März 1881 die Nachfolge des Republikaners Harry White antrat. Da er im Jahr 1882 auf eine weitere Kandidatur verzichtete, konnte er bis zum 3. März 1883 nur eine Legislaturperiode im Kongress absolvieren. 
Nach dem Ende seiner Zeit im US-Repräsentantenhaus wurde Mosgrove Mitglied der Demokratischen Partei. Diese bot ihm die Nominierung für die Gouverneurswahlen an, die er aber ablehnte. In den folgenden Jahren war er im Bankgewerbe tätig. Von 1882 bis zu seinem Tod fungierte er als Präsident der First National Bank. James Mosgrove starb am 27. November 1900 in Kittanning, wo er auch beigesetzt wurde.